# 4699 Sootan
4699 Sootan è un asteroide della fascia principale. Scoperto nel 1986, presenta un'orbita caratterizzata da un semiasse maggiore pari a 2,5513770 au e da un'eccentricità di 0,1867377, inclinata di 12,71548° rispetto all'eclittica.
L'asteroide è dedicato a Soo Hoay Tan, moglie dello scopritore.